# 間充質幹細胞
間充質幹細胞（mesenchymal stem cell, MSC）又稱間質幹細胞、間葉幹細胞，泛指一类具有一定分化潜能、可以分化成多种细胞类型、具有组织修复功能的多能基质细胞群；除了存在于“骨髓”外，它们包括广泛源自其他“非骨髓”组织的多能细胞，例如：胎盘、脐带血、脂肪组织、成人肌肉、角膜基质、乳牙牙髓。MSC 虽为间充质的组织，却不分化为造血细胞，而与 HSC（造血幹細胞）相对，且不具备重建整个器官的能力。
根據國際細胞治療協會2005年提出的建議，原先分離的未經過進一步分離的貼壁細胞，應該稱爲「多能間充質基質細胞（multipotent mesenchymal stromal cells，MMSCs）」，而間充質幹細胞（Mesenchymal Stem Cell，MSCs）這一名詞應該留給其中真正具有幹性的細胞。MMSC 應該具有以下最低標準：培養時能夠貼附在塑料表面生長、表達CD105、CD73、CD90，不表達CD45、CD34、CD14、CD11b、CD79a、CD19或HLA-DR。